# Jean Pèlerin
Pour les articles homonymes, voir Pèlerin (homonymie).

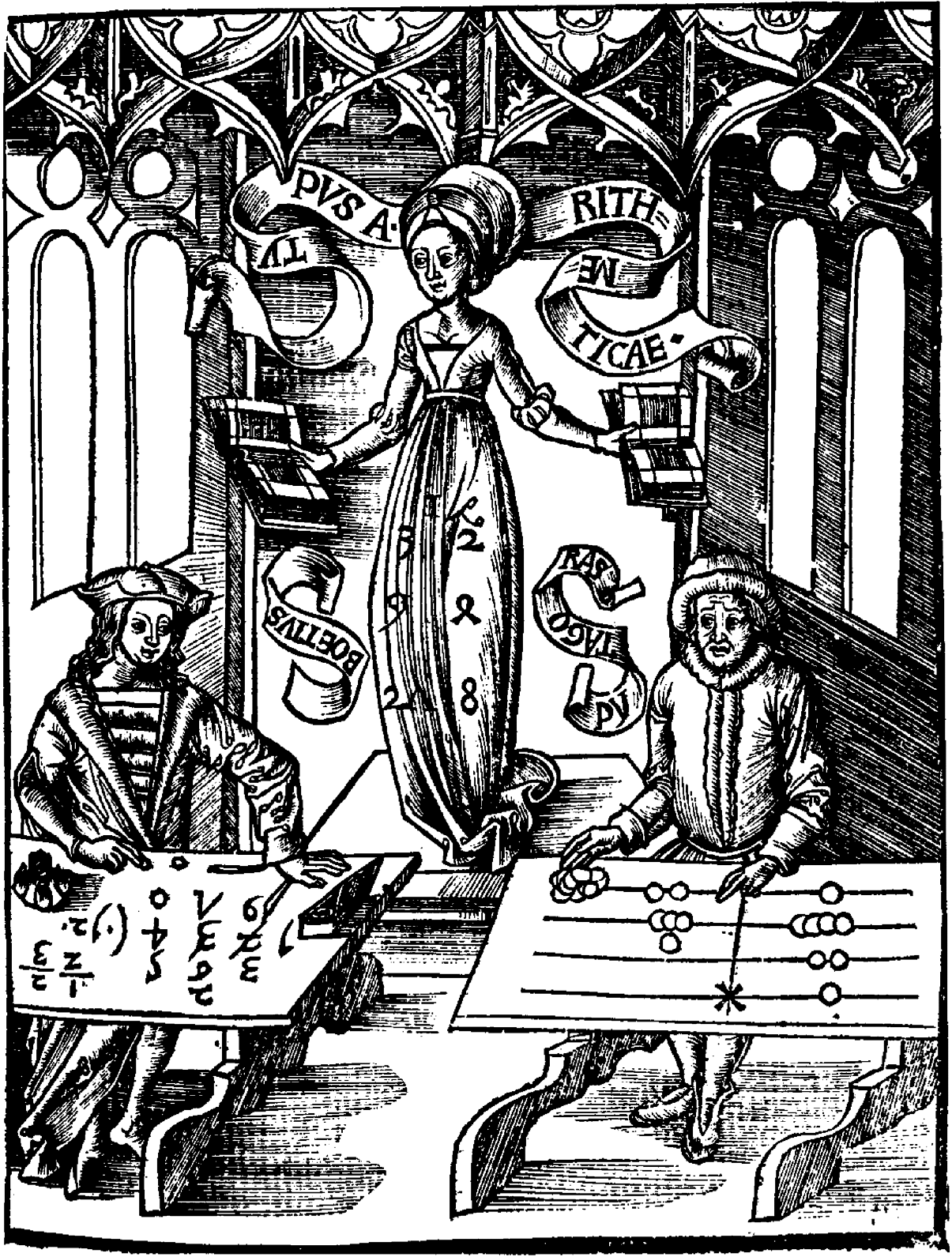
La Margarita philosophica, encyclopédie parue en 1508, empruntait largement pour la perspective au traité de Viator.

Jean Pèlerin, dit Le Viator, né vers 1445  dans la paroisse de Maillezais (Vendée) et mort avant 1524, est un secrétaire du roi de France Louis XI et chargé de missions diplomatiques.

## Biographie
Après avoir servi le roi de France, il se met au service du Duc René II de Lorraine et devient chanoine à Saint-Dié où il participe au fameux Gymnase vosgien puis à la cathédrale Saint-Étienne de Toul où il publiera son célèbre traité de perspective.
Il est principalement connu comme l’auteur du De Artificiali Perspectiva qui introduit pour la première fois dans le dessin en perspective artificielle la notion de « point de distance ». Ce traité fut plagié à de multiples reprises, notamment dans les diverses éditions de la Margarita philosophica de Gregor Reisch.
Il est membre fondateur du Gymnasium Vosagense (Gymnase vosgien), association culturelle et scientifique créée en 1500, avec d'autres personnalités telles que le chanoine Vautrin Lud, le cartographe allemand Martin Waldseemüller, l’helléniste et correcteur d’imprimerie Mathias Ringmann, le latiniste Jean Basin et Nicolas Lud, neveu du chanoine et secrétaire du duc René II de Lorraine.

## Œuvre
- De Artificiali Perspectiva, impr. Pierre Jacques, 1505 (réimpr. Site Architectura du Centre d'études supérieures de la Renaissance, Tours) (lire en ligne)